# Ivan Evanđelist Šarić
Ivan Evanđelist Šarić  (* 22. September 1871 in Dolac bei Travnik, Zentralbosnien; † 16. Juli 1960 in Madrid, Spanien) war ein römisch-katholischer Geistlicher, Dichter, Übersetzer und Erzbischof von Vrhbosna (Sarajevo).

## Leben
Ivan besuchte die Grundschule seines Heimatorts und anschließend das Jesuiten-Gymnasium in Travnik (1882–1890). Nach dem Abitur trat er in das erzbischöfliche Priesterseminar ein und wurde am 22. Juli 1894 zum Priester geweiht. Zunächst in der Gemeindepastoral tätig, studierte er dann an der Katholisch-Theologischen Fakultät der Universität Zagreb und wurde 1898 zum Doktor der Theologie promoviert.
Am 8. April 1908 wurde er von Papst Pius X. zum Weihbischof in Vrhbosna und zum Titularbischof von Caesaropolis ernannt. Die Bischofsweihe empfing er am 28. Mai 1908 durch den Erzbischof von Vrhbosna, Josef Stadler. Mitkonsekratoren waren Paškal Buconjić OFM, Bischof von Mostar-Duvno, und Marijan Marković OFM, Bischof von Banja Luka. Sein Wahlspruch lautete: Veritati et Caritati („Wahrheit und Liebe“). Als Bischof hatte er qua Verfassung 1910 bis 1915 eine Virilstimme im Landtag von Bosnien und Herzegowina.
Als Erzbischof Josef Stadler am 8. Dezember 1918 starb, wurde Ivan Šarić zum Apostolischen Administrator der Erzdiözese bestellt. Am 2. Mai 1922 ernannte ihn Papst Pius XI. zum Erzbischof von Vrhbosna (Sarajevo) und er wurde feierlich inthronisiert. Über 25 Jahre als Erzbischof und Metropolit leitete er das Erzbistum, gründete viele neue Gemeinden, ließ Kirchen und Schulen errichten. Er war Gründer und Herausgeber der Katholischen Wochenzeitung und schuf eine Bibelübersetzung in kroatischer Sprache.
Als Unterstützer der Ustascha musste er kurz nach dem Ende des Zweiten Weltkriegs sein Erzbistum und das Land verlassen, er emigrierte über Österreich und die Schweiz nach Spanien.
1957 wurde er in ein Pflegeheim in Madrid verbracht; drei Jahre bettlägerig, verstarb er mit fast 89 Jahren am 16. Juli 1960 an einer Lungenembolie. Er wurde auf dem Friedhof Cementerio de Nuestra Señora de La Almudena beigesetzt. Seine letzte Ruhestätte fand er am 26. April 1997 in der Kirche St. Josef in Sarajevo.